# Ngô Văn Chiêu
Ngô Văn Chiêu (né le 28 février 1878 et mort en 18 avril 1932) est le père fondateur du Caodaïsme. Son nom religieux est Ngô Minh Chiêu.

## Biographie
Ngô Văn Chiêu naît le 28 février 1878 dans le quartier populeux de Binh-tây, à l’ouest  de Saïgon. Il a trois ans lorsque son père meurt, sa mère est matériellement incapable de l’élever et le confie à leur famille de My Tho.
Il fait ses études en français au collège Chausseloup-Laubat, à Saïgon. Il réside alors chez sa tante et son mari qui l'encouragent à vénérer des divinités chinoises.
Bon élève, il obtient une bourse et à 21 ans, il est diplômé d’études complémentaires franco-indigène. Il devint fonctionnaire puis délégué administratif de l’île de Phu Quoc en 1919.
Il est alors un administrateur formé par les Français pour les assister dans la gestion de leur domaine colonial.
Il se familiarise également avec des techniques de médiumnité à base taoïste. À partir de 1902, il étudie les œuvres des spirites français Flammarion, Allan Kardec, Léon Denis. Après ses heures de travail, il s'intéresse entre autres aux voix des esprits convoqués selon les traditions chinoises des écrits divinatoires et participe à des séances de spiritisme.
Selon le récit des dignitaires de la religion caodaïste, les voix appelées par les différents médiums le conduisent  à d'autres, plus puissantes, jusqu'à sa rencontre avec une voix possédant une grande autorité, qui se révèle comme étant celle de Cao Dai Tien Ong Dai Bo Tat Ma-Ha-Tat. Cet esprit lui demande de le vénérer et devient connu sous le nom de Cao Dai. Comme l'explique R.B. Smith dans son ouvrage An introduction in Caodaism, il s'agit d'un nom qui était "couramment utilisé en chinois comme terme exprimant le plus profond respect. Il a été choisi par certains missionnaires protestants pour traduire "Jéhovah" en chinois."
En avril 1921, sur l'île de Phu Quoc, dans le territoire qu'il administre, lors d’une séances de spiritisme, Ngo-Van-Chieu reçoit une vision de l’Oeil Divin, qui devient le symbole du Cao Dai
En 1924, les autorités donnent à Ngo Minh Chieu un nouveau poste à Saïgon. Il continue à y rassembler des disciples et à y vénérer Duc Cao Dai (vénérable Cao Dai). Il y fréquente aussi un temple construit par un membre de la société secrète Minh Su. Au fil des années suivantes, le noyau de disciples rassemblés autour de lui grandit et son prestige continue de se répandre.
Ngo Minh Chieu refuse sa nomination comme premier pape caodaïste. À la place, il se retire pour une vie de réclusion. Le rôle ira à l'honorable Lê Văn Trung, qui accepte les conditions associées au titre de pape.
En 1926, Lê Văn Trung et deux cents autres disciples signent la « Déclaration de fondation du caodaïsme » ; Chiêu ne fait pas partie des signataires. 
Il meurt en 1932, de cause inconnue.